# Can Canova
Can Canova és una casa de la Cellera de Ter (Selva) inclosa a l'Inventari del Patrimoni Arquitectònic de Catalunya.

## Descripció
Edifici rectangular de tres plantes cobert a dues aigües a façana que està situat entre el carrer Torrent de Sales i la travessera del Torrent. L'edifici està format per tres estades, una d'elles amb la coberta d'un sol vessant. Com que al carreró de la travessera del Torrent hi ha una petita placeta, la casa consta de tres façanes, dues de les quals són arrebossades i una, la posterior i actualment principal, de pedra vista.
Pel que fa a la façana del Torrent de Sales, la planta baixa consta de petites i mitjanes finestres fetes d'obra i maons i una porta d'accés amb llinda de fusta i un pontet de rajoles per salvar el mig metre que ocupa el rec del torrent. Aquesta porta està dotada d'una portella de mig metre per evitar l'entrada de l'aigua en cas d'inundació.
Del primer pis, destaquen dues de les tres finestres que, emmarcades de pedra sorrenca, amb els ampits treballats i motllurades, contenen una inscripció de finals del segle xvii.
El segon pis consta de tres obertures rectangulars, una amb llinda de fusta i l'altres amb llinda de formigó armat. El ràfec d'aquesta façana està format per dues fileres, una de rajols plans i l'altre de teula girada.
Quant a la façana de la travessera del Torrent, la planta baixa es caracteritza per un gran portal de mig punt adovellat amb pedra de còdol poc desbastada. A més, hi ha, a cada costat, una finestra. Una és emmarcada de maons i l'altra de còdols i sorrenca. També es conserva part de l'antic pou, amb dos seients a banda i banda del pou.
El primer pis consta de dues finestres, una de petita i una de mitjana, emmarcada de pedra sorrenca i similar a les dues de l'altra façana.
El segon pis està dotat d'un badiu que, en aquesta façana, presenta dues arcades de mig punt de maons amb impostes emergents i ressaltades. A la finestra de l'esquerra hi ha una biga horitzontal de fusta a la línia d'impostes que talla l'obertura.
Les façanes fins ara descrites estan arrebossades, en prou mal estat de conservació, i mantenen restes de decoració pictòrica de colors blau, als marcs d'algunes obertures, i groguenc.
Finalment, la façana de la placeta, actualment la principal o més ben conservada, és la que està sense revestiment arrebossat. Consta de tres crugies, una de les quals, és una ampliació ben visible un cop extret l'arrbossat.
A la planta baixa, hi ha dos portals de garatge i una porta principal. Els portals són emmarcats de còdol i maons i tenen la llinda de fusta i la porta principal està emmarcada de grans blocs de pedra sorrenca i té una gran llinda monolítica.
El primer pis té tres finestres i un gran balcó-terrassa. Les finestres són emmarcades de còdol i sorrenca i el balcó té dos pilars de maons, embigat de fusta i la barana també de fusta. La terrassa està profusament decorada amb una estàtua de guix d'un àngel, plantes i una au dissecada.
El segon pis té tres obertures, una rectangular amb llinda monolítica, una de fusta i l'altre de llinda de maons disposats amb forma d'arc angular. Pel que fa a la coberta, la zona ampliada té la coberta d'un sol vessant a laterals i la resta de doble vessant a façana.

## Història
El Torrent de Sales travessa el poble de nord a sud. És un punt on es troben els torrents de Can Vinyes i de Bechdejú i, quan plou molt, causa aiguats a la part baixa de La Cellera de Ter (l'últim d'ells aquest passat mes d'octubre de 2005). L'aigua d'aquest torrent circula per un petit rec o aqüeducte al costat de les cases i a tocar del carrer Torrent de Sales.
A la façana sud de la casa encara es conserven les traces de l'antic pou de Can Canova, que tenia caràcter públic, com el de Can Biel (Veure la fitxa referent a Can Biel de La Cellera de Ter, Selva). Tots dos es caracteritzen per ser fets amb la pedra del país, còdols rierencs, i per tenir dos seients als angles inferiors per asseure-s'hi o per recolzar-hi els recipients de recollida d'aigua.
La casa de Can Canova està feta, al sector sud, a base d'una gran ampliació del segle xviii que va fer més estreta la travessera del Torrent.
La llinda d'una de les finestres del primer pis de la façana que dona al carrer Torrent de Sales explica qui fou el seu constructor-encomanador: "GABRIEL FUSTER I CASANO / VAS 1698".
La llinda de la finestra que hi ha sobre la porta principal de la façana sense arrebossat, a la travessera del Torrent, conté la llegenda: "JOAN PAU FERRER ME FECIT / 1 7 8 6".